# جورج إبراهيم الخوري
جورج إبراهيم الخوري (1922 - 19 مارس 2006 )، هو صحافي وإذاعي لبناني، ورئيس تحرير مجلة الشبكة الفنية اللبنانية لسنوات طوال، وهي إحدى المطبوعات التي تصدر عن دار الصياد في لبنان التي أسسها الكاتب اللبناني الراحل الأستاذ سعيد فريحة المتوفى عام 1978 والتي يشرف عليها إبنه بسام فريحه حاليا مع أخيه عصام وأخته إلهام.
اشتهر الأستاذ جورج إبرهيم الخوري بكتبه ومقالاته التي روى فيها ذكرياته مع كبار نجوم العالم العربي، مثل الموسيقار محمد عبد الوهاب والفنان عبد الحليم حافظ وغيرهما.